# 網路術語
網路術語（英語：Internet Slang），是指在網際網路上發展並廣泛使用的詞彙、縮寫、表情符號、梗語、拼音變體等非正式語言形式。這些術語多在社群媒體、即時通訊、論壇、線上遊戲等網路環境中產生，具有快速傳播、創新性強、地域與文化色彩濃厚的特徵。

## 特點
網路術語通常具有以下特點：
- 高效率：使用縮寫或簡化語言以加快溝通速度，例如「LOL」（laugh out loud）、「BRB」（be right back）。
- 創新性：創造出新的字詞或用法，例如「打卡」、「佛系」、「內卷」。
- 趣味性：許多術語源自網路迷因、流行文化或惡搞行為，增加趣味與娛樂效果。
- 群體認同：網路術語常與特定社群或次文化相關，使用者透過術語建立群體認同。

## 常見類型
- 縮寫詞：如「TMI」（too much information）、「AFK」（away from keyboard）、「IDK」（I don’t know）。
- 中文拼音詞：如「GG」（game over）、「NB」（牛逼）、「XSWL」（笑死我了）。
- 表情與顏文字：如「XD」、「QAQ」、「(╯°□°）╯︵ ┻━┻」。
- 熱門話題詞：如「打工人」、「柠檬精」、「社恐」、「躺平」。
- 模因化詞語：如「你有freestyle嗎」、「只有神知道」、「小白」。

## 地域差異
不同地區的網路術語表達形式有所差異：
- 中國大陸：使用大量拼音縮寫、惡搞用語與影視作品用語，如「yyds」、「懂的都懂」。
- 台灣：常混用英語、日語與中文，例如「der」、「爆氣」、「神人」。
- 香港：受粵語影響，如「膠」、「屈機」、「冇Feel」。
- 英文地區：以Reddit、Twitter、Discord等平台為主，常見詞如「based」、「cringe」、「simp」。

## 批評與爭議
部分學者與語文教育者認為，過度使用網路術語可能影響正規語言能力與書寫品質，特別是在青少年族群中。然而，也有觀點指出網路術語展現了語言的活力與變化能力，反映文化與世代特徵。

## 與語言演變的關係
語言學者普遍認為，網路術語的出現與語言演變密切相關，部分詞彙已被吸收進大眾傳媒與日常語言中，甚至納入辭典或成為語言研究對象。